# Marigny-les-Usages
Marigny-les-Usages is een gemeente in het Franse departement Loiret (regio Centre-Val de Loire). De plaats maakt deel uit van het arrondissement Orléans. Marigny-les-Usages telde op 1 januari 2022 1.861 inwoners.

## Geografie
De oppervlakte van Marigny-les-Usages bedroeg op 1 januari 2022 9,66 vierkante kilometer; de bevolkingsdichtheid was toen 192,7 inwoners per km².

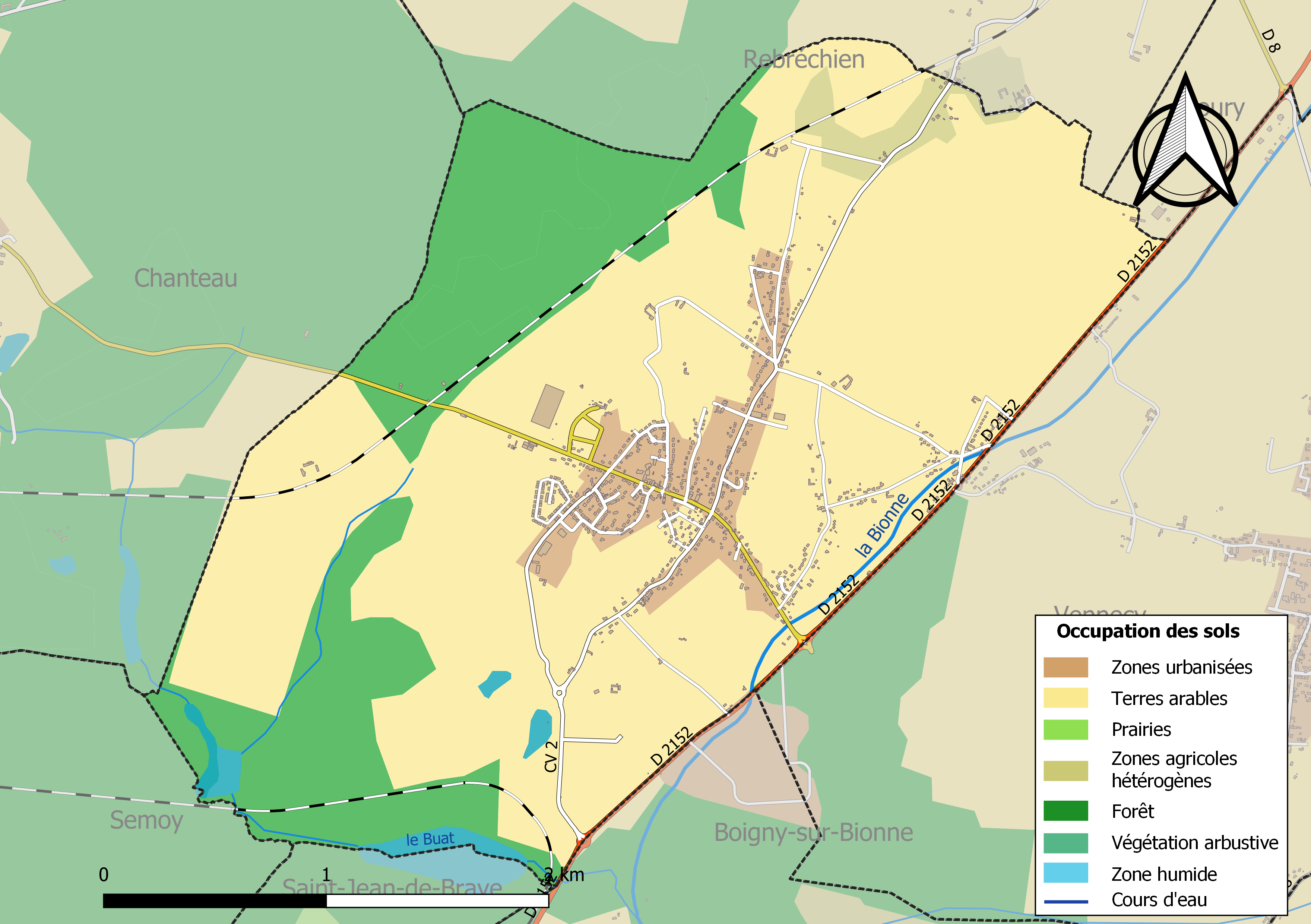
Kaart van de gemeente met de belangrijkste infrastructuur, bodemgebruik en omliggende gemeenten

## Demografie
Onderstaande figuur toont het verloop van het inwonertal (bron: INSEE-tellingen).